# Amphiceratodon arrowi
Amphiceratodon arrowi är en skalbaggsart som beskrevs av Huchet 2002. Amphiceratodon arrowi ingår i släktet Amphiceratodon och familjen bladhorningar. Utöver nominatformen finns också underarten A. a. crypticus.